# إينوسنت التاسع
البابا إينوسنت التاسع (ولد باسم جيوفاني أنطونيو فاكينيتي (بالإيطالية: Giovanni Antonio Facchinetti) في 20 يوليو 1519 وتوفي في 30 ديسمبر 1591) هو بابا الكنيسة الكاثوليكية من 29 أكتوبر 1591 وحتى وفاته في 30 ديسمبر من نفس العام. عمل إينوسنت التاسع ـ قبل أن يتولى البابوية ـ محامياً للقانون الديني ودبلوماسياً كما عمل مسؤولاً إدارياً رفيعاً إبان حكم سلفه البابا غريغوري الرابع عشر (1590 ـ 1591).